# Albanija na Svjetskom prvenstvu u atletici 2015.
Albanija se, kao članica IAAF-a, na Svjetskom prvenstvu u atletici 2015. u Pekingu, od 22. do 30. kolovoza s jednim predstavnikom, Luizom Gegom na 1500 metara.

## Rezultati

### Žene

#### Trkačke discipline
| Atletičar  | Disciplina  | Vrijeme | Vrijeme | Poluzavršnica | Poluzavršnica | Završnica | Završnica |
| Atletičar  | Disciplina  | Vrijeme | Plasman | Vrijeme       | Plasman       | Vrijeme   | Plasman   |
| ---------- | ----------- | ------- | ------- | ------------- | ------------- | --------- | --------- |
| Luiza Gega | 1500 metara | 4:09.36 | 10.     | DNA*          | DNA*          | DNA*      | DNA*      |

 *DNA - nije nastupila (eng. Did not advance) 

## Vanjske poveznice
- Službeni rezultati natjecanja (engl.)